# Christian Frémont
Pour les articles homonymes, voir Frémont.
Christian Frémont est un haut fonctionnaire français né le 23 avril 1942 à Champagnac-de-Belair et mort le 2 août 2014 à Clichy,. Il a notamment occupé du 28 juillet 2008 au 15 mai 2012 le poste de directeur de cabinet du président de la République Nicolas Sarkozy.

## Biographie

### Jeunesse et études
Christian Frémont est fils d'agriculteurs. Il suit des études de lettres à la faculté de lettres de l'université de Bordeaux. Il est ensuite admis à Sciences Po Bordeaux.
Après avoir été brièvement professeur de lettres, puis inspecteur des postes et télécommunications, il intègre l'ENA (promotion Charles de Gaulle, 1972).

### Parcours professionnel
Christian Frémont est chef du bureau de l'équipement au sein du ministère de l'Économie et des Finances entre 1974 et 1977.
Il est nommé directeur de cabinet des ministres de l'Intérieur Philippe Marchand et Paul Quilès.
Il est directeur adjoint entre 1977 et 1980, directeur des stages de l'ENA entre 1980 et 1990, avant d'occuper successivement les fonctions de préfet de l'Ariège en 1991 et 1992, puis du Finistère de 1992 à 1996, enfin du Pas-de-Calais jusqu'en 1997, date à laquelle il devient directeur général de l'administration au ministère de l'Intérieur.
Nommé préfet de la région Aquitaine le 14 septembre 2000, il demeure à Bordeaux pendant trois ans avant de partir à Marseille le 15 mai 2003 pour prendre le poste de préfet de la région Provence-Alpes-Côte d'Azur, préfet des Bouches-du-Rhône.
Lors du Conseil des ministres du 23 mai 2007, sur proposition du ministre de l’Intérieur, de l’Outre-mer et des Collectivités territoriales, « il est mis fin aux fonctions de préfet de M. Christian Frémont, préfet de la région Provence-Alpes-Côte d’Azur, préfet de la zone de défense sud, préfet des Bouches-du-Rhône (hors classe) ».
Il est alors pressenti officieusement pour devenir directeur de cabinet d'Alain Juppé, ministre d'État, ministre de l'Écologie, du Développement et de l'Aménagement durables, au lendemain de la constitution du gouvernement Fillon I. Cependant, la défaite du ministre aux élections législatives et la démission de ce dernier annulent l'arrêté de nomination qui devait être publié après les élections. Christian Frémont est donc nommé au poste de directeur de cabinet de Jean-Louis Borloo, successeur d'Alain Juppé.
Conseiller du président de la République Nicolas Sarkozy en avril 2008, il est nommé directeur de cabinet de celui-ci en remplacement d'Emmanuelle Mignon le 28 juillet suivant. Il est chargé de la revue et de la consolidation du budget de la présidence de la République .
Après la défaite de l'ancien président en 2012, il continue à travailler pour lui lorsqu'il installe ses bureaux rue de Miromesnil, avant d'être remplacé par Michel Gaudin.
Christian Frémont meurt d'un cancer en 2014 ; il est inhumé dans son village natal.

## Récompenses et distinctions

### Décorations
- Officier de la Légion d'honneur Il est fait chevalier le 24 avril 1986, puis est promu officier par décret le 30 décembre 2000[7] puis fait officier le 9 mai 2001[8].
- Commandeur de l'ordre national du Mérite Il est fait officier le 22 avril 1991, puis est promu commandeur par décret le 10 novembre 1997[9] puis fait commandeur le 8 avril 1998[8]
- Chevalier de l'ordre des Palmes académiques[3]
- Officier de l'ordre du Mérite agricole[3]
- Officier de l'ordre du Mérite maritime (2005)[3],[8]
- Médaille d'honneur de l'administration pénitentiaire, argent au titre de « préfet de région Provence-Alpes-Côtes-d'Azur » (2004)[10]